# Var 83
Désignations
Var 83, également désignée VHK 83, est une supergéante bleue ainsi qu'une étoile variable lumineuse bleue qui se situe dans la galaxie spirale du Triangle, dans la constellation du Triangle. Elle est une étoile très lumineuse avec une luminosité bolométrique d'au moins 2 240 000 fois celle du Soleil (4 500 000 selon certaines estimations) et elle a été décrite comme « l'étoile instable la plus lumineuse de M33 ».

## Propriétés physiques
La luminosité de Var 83 varie lentement et de manière imprévisible sur une plage visuelle de sa magnitude apparente avec une échelle de 1 à 2 et peut rester à peu près constante pendant de nombreuses années. Ces variations, combinées à la luminosité et à la température élevées de l'étoile, l'ont amenée à être regroupée avec les variables de Hubble-Sandage avant même que le terme de « variable lumineuse bleue » ne soit plus qu'une simple description. Malgré un large consensus sur le fait qu'il s'agit d'une LBV, elle n'a pas encore été observée en explosion bien qu'il ait été observé que sa température changeait en tandem avec les variations de luminosité. Les estimations de température pour l'étoile vont d'environ 18 000 K à bien plus de 30 000 K. Les températures plus chaudes, trouvées à partir de l'ajustement de la distribution d'énergie spectrale (SED), sont compatibles avec la luminosité calculée d'une variable lumineuse bleue en période de repos, mais le spectre correspond à celui d'une étoile plus froide.